# Politique étrangère du Vietnam

Situation du Vietnam.

Le Vietnam, en forme longue la république socialiste du Vietnam, est un pays d'Asie du Sud-Est, situé à l'est de la péninsule indochinoise. État d'idéologie communiste, le Vietnam a proclamé son indépendance en 1954 à la suite des accords de Genève. Membre de l'Organisation des Nations unies (ONU), de l'Association des nations de l'Asie du Sud-Est (ASEAN), de la Coopération économique pour l'Asie-Pacifique (APEC) et de l'Organisation mondiale du commerce (OMC), il a une forte présence sur la scène internationale. La politique étrangère du Vietnam représente l’ensemble des principes, orientations, programmes, ententes, institutions et actions qui caractérisent les relations du Vietnam avec les autres États.

## Histoire

### Politique étrangère avant 1954
Avant l’incursion des puissances occidentales en Asie du Sud-Est, le Vietnam a longtemps été un royaume tributaire de la Chine et cela faisait en sorte que la majorité de ses interactions avec d’autres acteurs mondiaux étaient filtrés par l’empire du Milieu.
À partir de la deuxième moitié du 19e siècle, la famille royale Nguyen a forcé la fermeture du pays au commerce étranger et au christianisme, et cela a créé beaucoup de mécontentement chez les puissances européennes. L'intervention française au Viêt Nam s'inscrivit dans un plan européen visant à ouvrir la Chine au commerce occidental, sous des prétextes de protection des chrétiens persécutés. En 1858, Napoléon III et le Second Empire interviennent en Asie du Sud-Est continentale et s'emparent du Sud du Vietnam, qu'ils annexent pour en faire la colonie de Cochinchine. Voulant sécuriser ce nouveau territoire et accaparer les richesses retrouvées dans le nord du pays, la France entame une nouvelle expédition avec le but d’unifier les trois régions du Vietnam. Cependant, en juin 1884, les Français parviennent à faire accepter par l'empereur du Viêt Nam le traité de Patenotre, qui confirme les protectorats français d'Annam et du Tonkin. Considéré par plusieurs comme un traité inégal, ce document officialise la colonisation du Viêt Nam par la France. Sous le protectorat français, la politique étrangère du Viêt Nam est administrée par la puissance occidentale, et ce, jusqu’en 1954, après que la France a signé les accords de Genève, reconnaissant l’indépendance de la partie nord du pays.

### Politique étrangère 1954-1990
À la suite des accords de Genève, le Viêt Nam est plongé dans la Guerre froide, un affrontement idéologique opposant les États-Unis et l’U.R.S.S.. Dirigé par des chefs communistes entrainé à Moscou, comme Hô Chi Minh, la république socialiste du Viêt Nam s’alignera avec les soviétiques et ses pays satellites. L'alliance entre le Viêt Nam et la lointaine Union soviétique ne vient pas seulement de la formation « moscoutaire » des dirigeants de Hanoï; elle est nécessairement une parade contre la menace réelle ou mythique du grand voisin gênant du Nord, comme celle du Cambodge avec la Chine, ce « grand dragon », pour parer aux menaces bien réelles du voisin gênant d'Orient. La guerre froide ravagera le pays entre les années 1955 et 1975, lorsque les Américains débarqueront pour essayer de contrer l’expansion du communisme en Asie du Sud-Est. À cause de son association avec l’Union soviétique et de sa guerre avec les Américains, plusieurs pays provenant de l’occident seront frileux d’engager des relations diplomatiques avec le Viêt Nam. En raison des problèmes causés par la guerre et la réunification du pays, le Vietnam sort compétemment anéanti du conflit et doit affronter plusieurs problèmes économiques.
Après que le retrait américain en 1975, l'aide du Viêt Nam au Cambodge en 1978 et son conflit avec la Chine en 1979 s'ajoutent aux difficultés l’état, le gouvernement vietnamien s’isole diplomatiquement pour essayer de régler ses défis à l’interne. La politique de grande libéralisation de l'économie, introduite en 1986, a été nommée Đổi mới (Rénovation) par le sixième congrès national. C'était similaire à la perestroïka, mais le Parti Communiste Vietnamien tenait à montrer qu'il était distinctement vietnamien. Le Dôi moi façonnera la politique étrangère du Viêt Nam pour les années à venir.

### Politique étrangère depuis 1990
En juin 1991, le Parti communiste a choisi son VIIe congrès pour annoncer que « le Viêt Nam [voulait] être ami de tous les pays de la communauté internationale, dans la lutte pour la paix, l’indépendance et le développement ». Or, cette intégration sur la scène internationale se fera à travers une nouvelle constitution, établit en 1992, qui poussera le Viêt Nam à développer une nouvelle économie marchande. Entre 1989 et 1996, alors que l'économie vietnamienne enregistrait une croissance régulière et vigoureuse, le gouvernement mit en œuvre le Modèle d'économie socialiste de marché avec un certain succès. Même si ce Modèle implique des réformes économiques d'envergure, les décideurs vietnamiens n'ont pas renoncé à leur objectif de long terme d'établir une économie socialiste basée sur les entreprises d'État et le secteur industriel. Depuis que le Viêt Nam a lancé sa politique du renouveau (Dôi moi) en 1986, le pays a rompu avec un système en quasi-autarcie et il a relancé la machine socio-économique. Cela a permis au Viêt Nam de rejoindre l’Association des Nations de l'Asie du Sud-Est (ASEAN) en tant que membre à part entière le 28 juillet 1996. De plus, le Viêt Nam est devenu le 150e pays admis dans l’Organisation mondiale du commerce (OMC) en janvier 2007.

## Relations avec d'autres États

### Coopération diplomatique
Le Vietnam a opté pour une politique étrangère axée essentiellement sur la recherche de soutiens financiers étrangers, indispensables à sa sécurité globale, et articulée autour d’une stratégie d’intégration volontariste de l’économie internationale par la diversification et la multilatéralisation des relations extérieures. Depuis sa politique de renouveau, le Vietnam a renforcé ses liens avec la communauté internationale. Cela s’est vue à travers des coopérations sur le plan régional. Sur le plan diplomatique, l’ASEAN a constitué un véritable appel d’air pour un Viêt Nam encore isolé ; c’était le vecteur le plus efficace pour améliorer l’image et la crédibilité du pays. Sur ce, le Vietnam espère promouvoir la paix, le développement et la coopération internationale à travers le monde. Le 27 février 2019 et le 28 février 2019, le Vietnam a joué un rôle important par rapport aux rapprochements entre le gouvernement américain et celui nord-coréen. En effet, il a accueilli, à Hanoi, le président des États-Unis, Donald Trump, et le dirigeant suprême de la Corée du Nord, Kim Jong-un lors du deuxième sommet politique entre les deux pays.

### Coopération commerciale
Après la fin de l’embargo américain en 1994, le Vietnam a peu développé ses relations commerciales avec d’autres acteurs commerciaux, surtout avec les pays qui étaient alignés avec les Américains.  L’Asie du Sud-Est est maintenant une des régions avec un énorme potentiel économique et offre d’excellentes occasions de commerce et d’expansion au pays prêt à s’engager. En 2018, le Viêt Nam a signé le Partenariat transpacifique global et progressiste (PTPGP). Le PTPGP créera l’un des plus grands blocs de libre‑échange du monde. Les 11 parties représentent un marché de 500 millions de personnes et un PIB de 10 T$ US. Ce partenariat comprenant des pays de l'Amérique, l'Asie et l'Océanie permet d’établir de bonnes relations commerciales sur une échelle internationale.
De plus, le Vietnam et l’Union européenne se sont entendu sur un accord de libre-échange qui est entré en vigueur le 1 août 2020. Cet accord supprime les droits de douane, les formalités administratives et les autres obstacles auxquels les entreprises européennes sont confrontées lorsqu’elles exportent vers le Vietnam, facilite les échanges de biens essentiels tels que l’électronique, les produits alimentaires et les produits pharmaceutiques et ouvre le marché vietnamien aux exportations de services de l’UE. Parmi les produits vietnamiens les plus exportés, on y retrouve le pétrole, le textile, les chaussures, les produits de la pêche, le riz, les produits en bois, les électroniques et le café.

### Coopération militaire
Avec les tensions qui se développent en Mer de Chine méridionale et l’expansionnisme chinois en Asie du Sud-Est, le Vietnam entreprend des mesures militaires pour assurer la sécurité de l’état. Un fort allié militaire dans la région sont les États-Unis. À cette fin, le secrétaire d’État américain, John Kerry, dans le cadre de sa visite au Vietnam en décembre 2013, a annoncé une aide américaine de 32,5 millions de dollars destinée à aider les pays d'Asie du Sud-Est à acquérir des frégates à grande vitesse et à former leur équipage. Les Américains continuent d’avoir une fort présence militaire dans la région avec des bases situées au Vietnam, aux Philippines et en Thaïlande.
Le Vietnam souligne l'importance de la coopération militaire et de défense de l'ASEAN alors que les défis régionaux continuent d'évoluer de manière compliquée dans le contexte de la pandémie de COVID-19. Or, la coopération militaire entre pays de l’ASEAN est devenu une relation primordiale pour gérer les dégâts causés par des désastres naturels. La gestion des catastrophes est d’abord une affaire civile, mais elle est devenue dans la dernière décennie un domaine dans lequel se sont particulièrement investies les instances militaires régionales. Cette entraide régionale favorise les liens entre pays.

## Autres coopérations internationales
En raison de son passé colonial français, le Vietnam est le pays le plus francophone en Asie du Sud-Est. En 1997, soit près de 10 ans après la politique de Renouveau, le Viêt Nam est choisi pour devenir le pays-hôte du 7è Sommet de la Francophonie. Le Viêt Nam a, pour la première fois, l’occasion d’organiser une telle conférence de dimension internationale, rassemblant de nombreux chefs d’États et de gouvernements.
À cause de son emplacement géographique, le Viêt Nam est un des pays en Asie qui est le plus touché par les changements climatiques. Les enjeux multiples du changement environnemental, qu’il s’agisse de l’augmentation du niveau de la mer ou des événements météorologiques extrêmes à la puissance et fréquence croissantes (tempêtes, mousson, etc.) provoquent une certaine prise de conscience dans les cercles dirigeants. Cela pousse le gouvernement à entreprendre des actions avec d’autres états pour essayer de minimiser les impacts que les changements climatiques peuvent avoir sur le territoire. Le Viêt Nam a initié une coopération étroite avec la Société de toxicologie et de chimie de l’environnement de l’Asie-Pacifique afin d’élaborer des politiques de gestion de l’environnement et de renforcer les capacités en matière de mise en place d’un réseau d’experts et de scientifiques dans la surveillance de l’environnement.

## Autres aspects

### ASEAN

Les États membres de l'ASEAN.

À la suite de la reconstruction de son économie, le Vietnam a rejoint l'Association des nations de l'Asie du Sud-Est (ASEAN). Membre de l’ASEAN, le Viêt Nam voit s'accélérer la croissance économique, le progrès social et le développement culturel dans la région grâce à des efforts conjoints pour renforcer les bases d'une communauté prospère et pacifique des nations de l'Asie du Sud-Est. Sur le plan économique, le Viêt Nam a rapidement renforcé son économie. En 2008, 16 % des exportations et 24,3 % des importations du Viêt Nam provenaient de pays membres de l’ASEAN.
Aujourd’hui, le Viêt Nam est un des pays membres les plus importants de l’association et il espère faire rayonner l’Asie du Sud-Est à une échelle internationale avec l’aide des autres pays. Assumant la présidence de l’ASEAN en 2020, en pleine pandémie de Covid-19, il a accueilli du 12 au 15 novembre 2020 (en visioconférence) le 37e Sommet de l’ASEAN et réunions connexes, qui a notamment abouti à la signature du Partenariat régional économique global (RCEP) liant les dix pays de l’ASEAN à cinq de ses principaux partenaires dans la région indopacifique Chine, Japon, Corée du Sud, Australie et Nouvelle-Zélande, formant désormais la plus grande zone de libre-échange au monde. Finalement, l’adhésion du Viêt Nam à l’ASEAN a favorisé et facilité les relations entre les pays de l’Asie du Sud-Est.

### Relation avec les États-Unis

Pays signataires de l'accord de partenariat transpacifique en 2016.

Sur le plan international, les propos du Britannique Lord Palmerston en 1848 paraissent aujourd’hui encore d’actualité en ce qui concerne le rapprochement entre le Viêt Nam et le monde extérieur, ce que d’aucuns caractérisent de pragmatisme politicoéconomique au service des intérêts nationaux : « Amis comme ennemis sont passagers, mais éternels les intérêts. » Même si le Viêt Nam et les États-Unis ont eu une relation compliquée lors de la deuxième moitié du XXe siècle, le partenariat États-Unis - Viêt Nam s’est grandement amélioré depuis.
Après que les Américains ont levé leur embargo commercial et financier en 1994, le Viêt Nam est devenu un allié important des États-Unis en Asie du Sud-Est. Les quatre secteurs prioritaires en matière de coopération entre le Viêt Nam et les États-Unis sont l’éducation, l’environnement et le changement climatique, le commerce, (avec le souhait de signer rapidement l'accord de partenariat transpacifique), mais aussi le renforcement de la sécurité régionale. Avec la montée de la Chine dans la région, le Viêt Nam cherche des alliés afin d’éviter un affrontement inégal. À cette fin, le Viêt Nam a intensifié sa coopération militaire avec les États-Unis, surtout en mer de Chine méridionale. En 2020, 27,4 % de toutes les exportations vietnamiennes étaient destinées aux États-Unis.

### Relation avec la Chine

Carte des revendications territoriales en mer de Chine méridionale.

Étant son voisin frontalier, la Chine a laissé de fortes impressions sur l’histoire du Viêt Nam. L’alternance entre phase de frictions, de négociations et d’avancées diplomatiques est une constante dans les relations entre le Viêt Nam et la Chine. L'émergence et la croissance du communisme se sont avérées former de bonnes relations entre les deux pays. Pendant la première guerre d'Indochine et la guerre du Vietnam, la Chine a soutenu le Viêt Nam avec une grande quantité d'équipements, de conseillers et d'aide à la planification. La Chine a été le premier pays à reconnaître la nouvelle République démocratique du Viêt Nam en 1950.
Depuis la réunification de 1975, les relations entre la Chine et le Viêt Nam se sont rapidement détériorées. En 1979, une guerre sino-vietnamienne a éclaté à la suite de tensions proches de leur frontière commune. Les tensions se sont ravivées entre les deux pays à la suite de gestes provocateurs en mer de Chine méridionale. Elles ont atteint un point paroxystique en mai 2014 à la suite de l’installation à proximité des îles Paracels, et à 240 km de la côte vietnamienne, de la plate-forme de forage chinoise HYSY 981. À cause de ses multiples voies maritimes et de ses ressources naturelles, la Mer de Chine méridionale reste un endroit géopolitiquement chaud pour les pays côtiers.